# Mistrzostwa Europy w Zapasach 1924
6. Mistrzostwa Europy w zapasach odbywały się w 1924 roku w Neunkirchen w Niemczech.

## Medaliści
| Konkurencja | Złoto            | Srebro           | Brąz              |
| ----------- | ---------------- | ---------------- | ----------------- |
| -55 kg      | Georg Gerstäcker | Jakob Erbelding  | Albert Reidenbach |
| -58 kg      | Walter Huck      | Artur Zirkel     | Heinrich Zehmer   |
| -62 kg      | Karl Völklein    | Gustav Hawer     | Georg Schunk      |
| -67,5 kg    | Hermann Baruch   | Robert Blech     | Robert Hoffmann   |
| -75 kg      | Fritz Bräun      | Heinrich Stiefel | Julius Conter     |
| -82,5 kg    | Emil Bräuer      | Julius Baruch    | Jakob Bohrer      |
| +82,5 kg    | Ferdinand Muss   | Karl Rostock     | Willi Presper     |

## Tabela medalowa
| Lp. | Państwo | Złoto | Srebro | Brąz |
| --- | ------- | ----- | ------ | ---- |
| 1   | Niemcy  | 7     | 7      | 7    |